# ألف (مسلسل)
ألِف (بالتركية: Alef)‏ هو مسلسل ويب تركي من النوع البوليسي الغامض، من إنتاج ماي للإنتاج، تم إصدار الحلقة الأولى منه في 10 أبريل 2020، من إخراج أمين ألبير وتأليف ايمره كايش. تم نشر المسلسل بالشراكة مع قناة إف إكس وبلو تي في.

## القصة
يجد رئيس مكتب الجرائم، ستار وشريكه المفوض كمال، أنفسهم في عالم إسطنبول الروحاني الغامض بعد ظهور جثة في مضيق البوسفور. ياشار، وهي محاضرة في جامعة، تنضم معهم لملاحقة القاتل الذي ارتكب عمليتي قتل متسلسلتين. بينما يحاولون حل جريمة القتل هذه، أشباح الماضي لا تتركهم لوحدهم.

## الشخصيات

### الشخصيات الرئيسية
- كمال (كنان إميرزالي أوغلو): مفوض مكتب الجرائم. بالتعاون مع مشرفه ستار والمحاضر ياشار، يحاولون حل جرائم القتل الغامضة في إسطنبول.
- ستار (أحمد ممتاز تايلان): رئيس مكتب الجرائم. يتعاون مع المفوض كمال.
- ياشار (مليسا سوزن): محاضرة في الجامعة. تتعاون مع المفوض كمال من مكتب الجرائم ومشرفه ستار.

### ممثلون آخرون
يمثل في المسلسل أيضًا مفيد أياجان وخديجة أصلان وخلدون بويسان وعثمان ألكاش وإيجه ديزدار ورضا أكين ومطلب جوسبال وستيفاني سو تشاغلار وأورشون أوران وسنان حلواجي وعائشة جول أوراز وكيفانش باران وأرسلان وإردام كايا.

## الحلقات
| الموسم | عدد الحلقات | بداية الموسم  | نهاية الموسم | القناة           |
| ------ | ----------- | ------------- | ------------ | ---------------- |
| 1      | 8           | 10 أبريل 2020 | 22 مايو 2020 | إف إكس بلو تي في |

### الموسم الأول (2020)
| الحلقة | المخرج     | المؤلف     | تاريخ العرض   |
| ------ | ---------- | ---------- | ------------- |
| 1      | أمين ألبير | ايمره كايش | 10 أبريل 2020 |
| 2      | أمين ألبير | ايمره كايش | 10 أبريل 2020 |
| 3      | أمين ألبير | ايمره كايش | 17 أبريل 2020 |
| 4      | أمين ألبير | ايمره كايش | 24 أبريل 2020 |
| 5      | أمين ألبير | ايمره كايش | 1 مايو 2020   |
| 6      | أمين ألبير | ايمره كايش | 8 مايو 2020   |
| 7      | أمين ألبير | ايمره كايش | 15 مايو 2020  |
| 8      | أمين ألبير | ايمره كايش | 22 مايو 2020  |

الموسم الثاني
8 حلقات

## وصلات خارجية
- ألف على الموقع الرسمي لقناة إف إكس
- ألف على الموقع الرسمي لقناة بلو تي في